# 매리 수랏

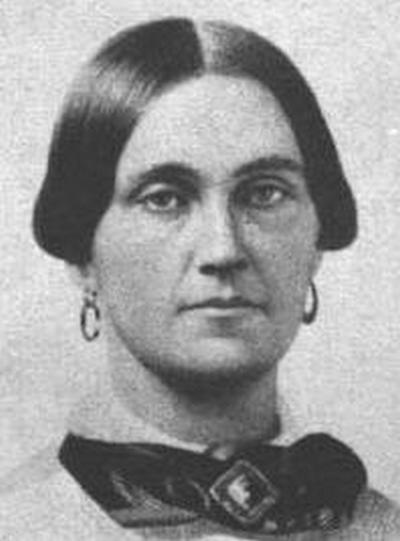
1850년에 찍은 메리 서랫

메리 엘리자베스 젱킨스 서랫(Mary Elizabeth Jenkins Surratt, 영어 발음: /səˈræt/ 혹은 서랏 영어 발음: /səˈrɑːt/, 1820년 또는 1823년 5월 ~ 1865년 7월 7일)은 링컨 대통령 암살 사건에 가담한 하숙집 주인이다. 사형 선고를 받고, 교수형에 처해져 미국 연방 정부에 의해 처형된 최초의 여성이다. 그녀는 이후 재판을 받았지만, 암살에 기소되지 않은 존 서랫의 어머니이다.

## 어린 시절
메리 엘리자베스 젱킨스는 메릴랜드주 남부 워털루 타운(현재 지명은 클린턴) 근처에서 담배 농장을 하고 있던 아치볼드와 엘리자베스 앤 (웹스터) 젱킨스의 딸로 태어났다. 그녀가 1820년에 태어났는지 1823년에 태어났는지에 대해서는 자료에 따라 다르다. 출생 월도 각각 다르지만, 많은 자료들이 5월에 출생한 것으로 되어 있다.
그녀는 2명의 형제, 1822년에 태어난 존 젱킨스와 1825년에 태어난 제임스 젱킨스가 있다. 그녀의 아버지는 메리가 1825년 2살 또는 5살일 때 가을에 사망했다. 그녀의 아버지는 특정 종파의 개신교도는 아니었지만, 어머니는 미국 성공회였다. 서랫은 1835년 11월 25일 버지니아 알렉산드리아에 있는 젊은 여성들을 위한 사립 가톨릭 기숙학교에 입학을 했다. 메리의 이모 세라 레이섬 웹스터는 가톨릭 신자였고, 그것이 그녀를 이곳에 입학시킨데 영향을 미쳤다. 2년이 지나서, 메리는 로마 가톨릭교회로 개종을 했고, 마리아 유지니아라는 세례명을 받았다. 그녀는 이 학교에 4년을 다녔고, 1839년에 학교가 문을 닫을 때 떠나게 되었다. 그 이후에도 평생 동안 그녀는 가톨릭 신자로 남아있게 되었다.